# Infinite (Eminem-album)
Az Infinite Eminem amerikai rapper első stúdióalbuma, amely 1996. november 12-én jelent meg a Web Entertainment kiadásában. A felvételek helyszínei a Bass Brothers studiójában voltak, melyeket Mr. Porter és Eminem kezelt. Az albumon vannak vendégénekesek is: Proof, Mr. Porter, Eye-Kyu, Three, and Thyme, és Angela Workman.
A fizikális másolatai az Infinitenek kazettán és bakelit lemezen jelentek meg, és Eminem ezeket Detroitban, az autójának a csomagtartójából árulta. Ez az album nem érhető el hivatalosan egyik online zeneboltban sem, csak az "Infinite" című szám érhető el Spotify-on. 2016. november 17-én, 5 nappal az album 20. évfordulója után Eminem posztolt egy remixet ebből a számból, amely a Bass Brothers által lett elkészítve, a Vevo csatornájára, így az első alkalommal digitálisan jelentette meg. Utólag is a korábbi verzió vegyes értékeléseket kapott a kritikusoktól, amely egy kudarc volt, nagyjából csak 1000 példányban kelt el.